# Klein Schneen
 (septembre 2023).
Klein Schneen est un quartier de la commune de Friedland, dans le Land de Basse-Saxe.

## Géographie
Le village se situe dans la vallée de la Leine entre Göttingen et Cassel, immédiatement à l'ouest de la ligne de Göttingen à Francfort et de la Leine qui passe derrière elle. La hauteur au sein de la commune est comprise entre 170 et 180 m. Au nord et au sud-ouest, Klein Schneen est encadré par le Drammberg (283 m) et l'Eichenberg (276 m). Les chaînes de montagnes qui les séparent sont également appelées Krähenberg et Lohberg. Entre eux, le Schneenbach, qui prend sa source à Deiderode, traverse Klein Schneen et se jette dans la Leine derrière le village. La Bundesautobahn 38 passe directement derrière les élévations ouest, à environ 2 km du village. Les Kreisstraßen K29 d'Obernjesa à Deiderode (est-ouest) et K26 de Sieboldshausen à Friedland (nord-sud) se croisent dans le village. Le prochain village en direction nord-ouest est Dramfeld, de l'autre côté du Drammberg. À la sortie sud de la ville, la K27 part vers Groß Schneen et traverse la voie ferrée et la Leine.

## Histoire
Des découvertes datant du Néolithique à la limite sud du village montrent que des hommes se sont installés dans la région il y a plusieurs milliers d'années.
Le nom du lieu est mentionné pour la première fois dans un document sous le nom de « Sneun » dans la Vita Meinwerci du XIIe siècle. Le nom fait probablement référence à toute la section de la Leine entre Groß Schneen et Klein Schneen. Une différenciation de Klein Schneen est documentée à partir de 1255. Après des ajouts latins tels que parvus et minoris, le bas allemand tel que luttek(en) et lutken se fait à partir du XIVe siècle jusqu'à ce que le haut allemand klein s'impose au XVIe siècle.
Le 1er janvier 1973, Klein Schneen est incorporé dans la municipalité de Friedland.
Le 4 juin 1981, le 17 août 2015 et le 20 mai 2019, des inondations se produisent dans le village à la suite de fortes pluies qui donnent des crues du Schneenbach et du Kiessee Klein Schneen.

## Source, notes et références
- (de) Cet article est partiellement ou en totalité issu de l’article de Wikipédia en allemand intitulé « Klein Schneen » (voir la liste des auteurs).

1. ↑  (de) Statistisches Bundesamt, Historisches Gemeindeverzeichnis für die Bundesrepublik Deutschland. Namens-, Grenz- und Schlüsselnummernänderungen bei Gemeinden, Kreisen und Regierungsbezirken vom 27.5.1970 bis 31.12.1982, 1983 (ISBN 3-17-003263-1)
2. ↑  (de) « Starkregen spült Schlamm in die Ortschaft Klein Schneen », sur Hessische/Niedersächsische Allgemeine, 2019 (consulté le 1er septembre 2023)